# Семёново (Арзамасский район)

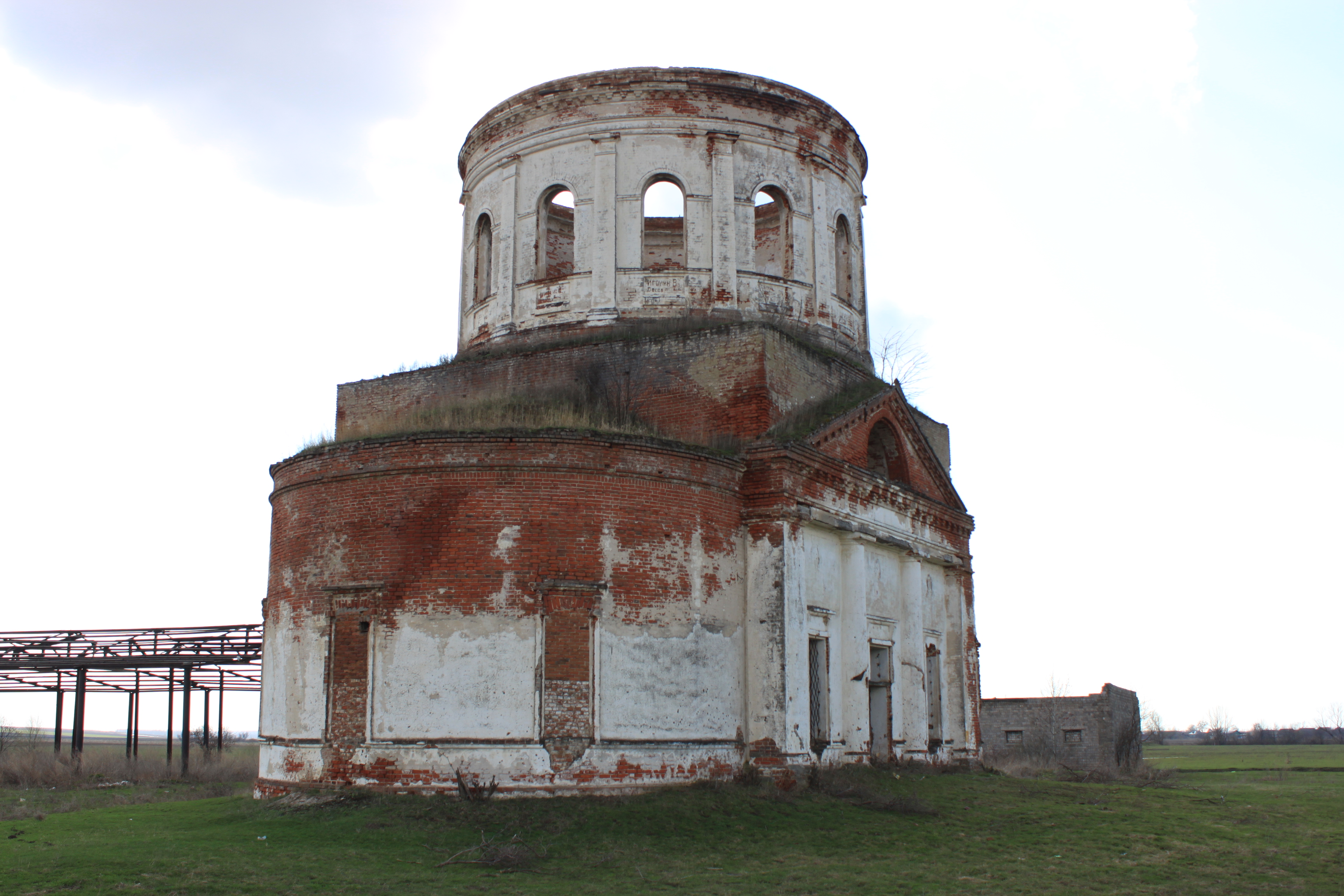
Церковь Троицы Живоначальной, апрель 2012 г.

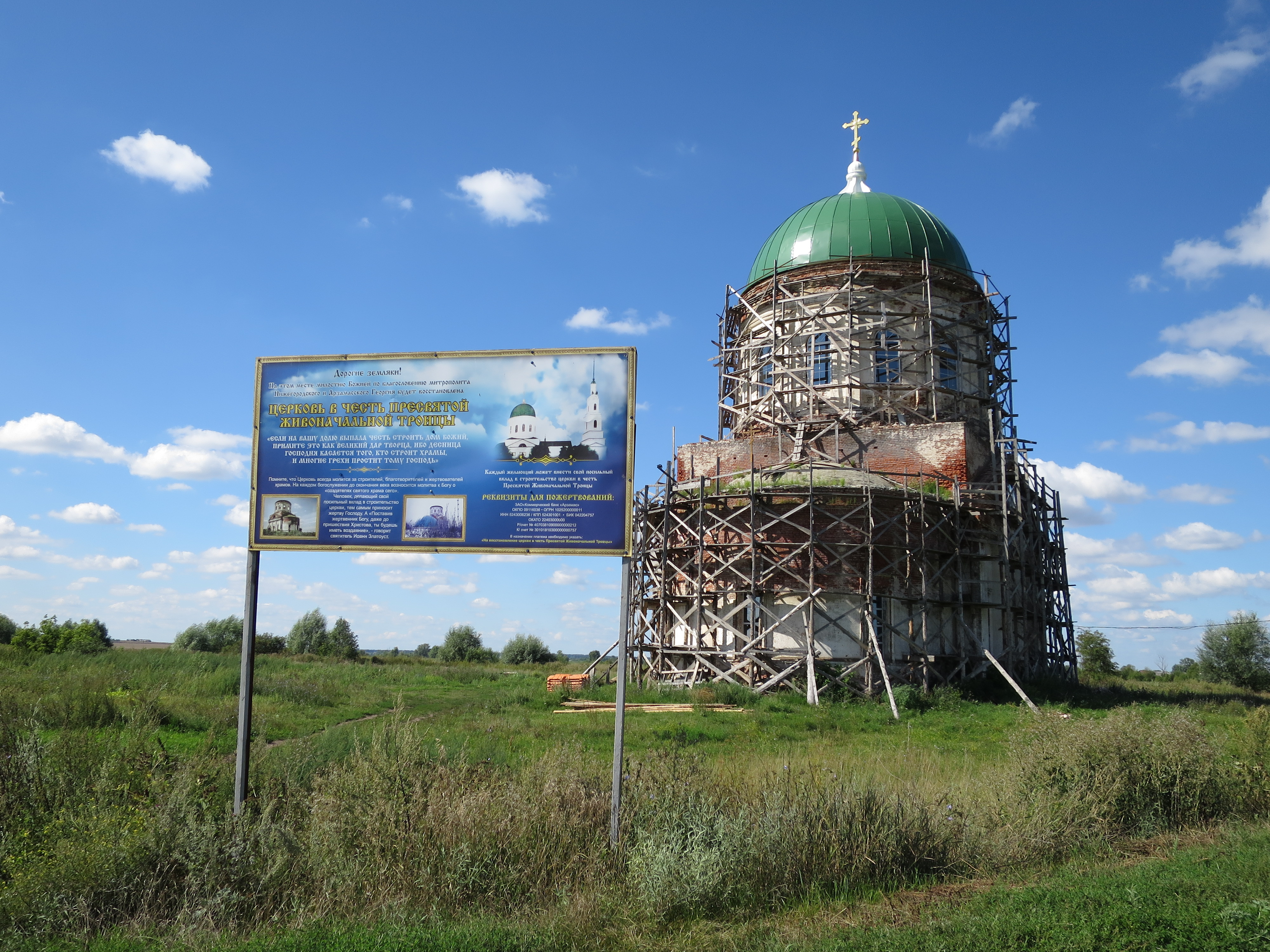
Восстанавливаемая Троицкая церковь в августе 2016 г.

Семёново — село в Арзамасском районе Нижегородской области России.

## Население
| 1999 | 2002 | 2010 |
| ---- | ---- | ---- |
| 600  | ↘532 | ↘484 |

## Церковь
В селе располагается церковь Троицы Живоначальной. Престолы: Троицы Живоначальной, Рождества Пресвятой Богородицы, Спаса Преображения. Построена в 1839 году. Реставрируется.
Церковь во имя Святой Троицы, построенная в селе Семёнове Арзамасского района по проекту знаменитого зодчего. Построена по проекту Михаила Петровича Коринфского.
История церкви уходит в глубь веков. Согласно летописям, во время похода Ивана Грозного на Казань в 1552 году в поле на берегу реки Иржи находился четвёртый царский стан на Нижегородской земле. На каждом стане царь ставил деревянные рубленые церкви. По преданию именно на этом месте построен каменный храм. Впоследствии здесь возникли сёла Семёново, Четвертаково, Степаново, Туманово, Кузьмин усад, Водоватово и др. (возможно, поселения были и до этого).  
В записях начала XVII века Арзамасской приказной избы на Иржинском стане рядом со Старомосковским трактом (Арзамас – Муром) упоминается село Семёновское. Если речь идёт о селе, значит – был храм. По ревизским сказкам, в начале XIX века село Семёново принадлежало Александру Родионовичу Сунгурову, Четвертаково - Анне Петровне Колтовской, майору Петру Яковлевичу Андрееву,  в середине XIX века – князю Н.И. Енгалычеву, а село Четвертаково – Щербатову. В описях Арзамасского благочиния 1815 года записано: «В селе Семёновское и Четвертакого тож церковь Св.Троицы деревянная, твёрдая, на каменном фундаменте. Построена в 1756 году. Дворов в приходе 126. Священник Фёдор Федотов». 
Возведение каменного храма началось в 1815 году по проекту архитектора Коринфского в честь победы в Отечественной войне 1812 года по решению жителей сёл Семёново и Четвертаково. Руководил строительством князь Дудович. В 1839 году работы были завершены, главный престол освящён в честь Пресвятой Живоначальной Троицы. Жители Четвертакова праздновали Рождество Богородицы как престольный праздник, поэтому левый придел был освящён в честь Рождества Пресвятой Богородицы, правый – в честь Преображения Господня и Иконы «Избавление от Бед Страждущих», которую в последние годы строительства церкви принёс из Иерусалима мирянин Тарасов. До середины XX века Семёново было волостным центром (в Семёновскую волость входили Семёново, Водоватово, Туманово, Четвертаково и Замятино), и местный храм был хорошо известен всей округе. Действовал он до 1937 года. Последним священником был Владимир Феофанович Силунский, расстрелянный по приговору тройки при УНКВД СССР по Горьковской области 28 ноября 1937 года (реабилитирован 28 января 1957 года Военным Трибуналом Московского военного округа). В 1941 году незадолго до войны была разрушена колокольня (была высотой 58 метров, по воспоминаниям очевидцев пришло много жителей из окрестных сёл  оплакивать поруганную красоту) и зимняя церковь. Летний храм использовался колхозом «Заря» под хранилище. Икона «Избавление от бед Страждущих» находилась в церкви села Степаново, но впоследствии была украдена. В настоящее время местонахождение иконы неизвестно. В девяностых годах XX века при сильном ветре упал крест с купола. Жители собрали средства на реставрацию и восстановили его. Спустя несколько лет произошел пожар, который уничтожил купол. В настоящее время жители приняли решение возродить храм и духовную жизнь в сёлах. Начали сбор средств, зарегистрировали приход в честь Пресвятой Живоначальной Троицы и в 2013 году начали восстановительные работы.